# Martijn Degreve
Martijn Degreve, né le 14 avril 1993 à Bruges, est un coureur cycliste belge.

## Biographie
Martijn Degreve naît le 14 avril 1993 à Bruges en Belgique.
Membre d'Avia en 2011, il entre en 2012 dans l'équipe EFC-Omega Pharma-Quick Step, où il prend notamment la seconde place du Grand Prix de Lillers-Souvenir Bruno Comini 2014. Mi-octobre 2014, l'équipe 3M annonce que Martijn Degreve fait partie des nouvelles recrues de sa saison 2015. 
En raison de nombreuses chutes, fractures et maladie, il n'a jamais pu faire une saison complète sur son vélo et décide de mettre un terme à sa carrière à l'issue de la saison 2016.

## Palmarès et résultats

### Palmarès par année
- 2011

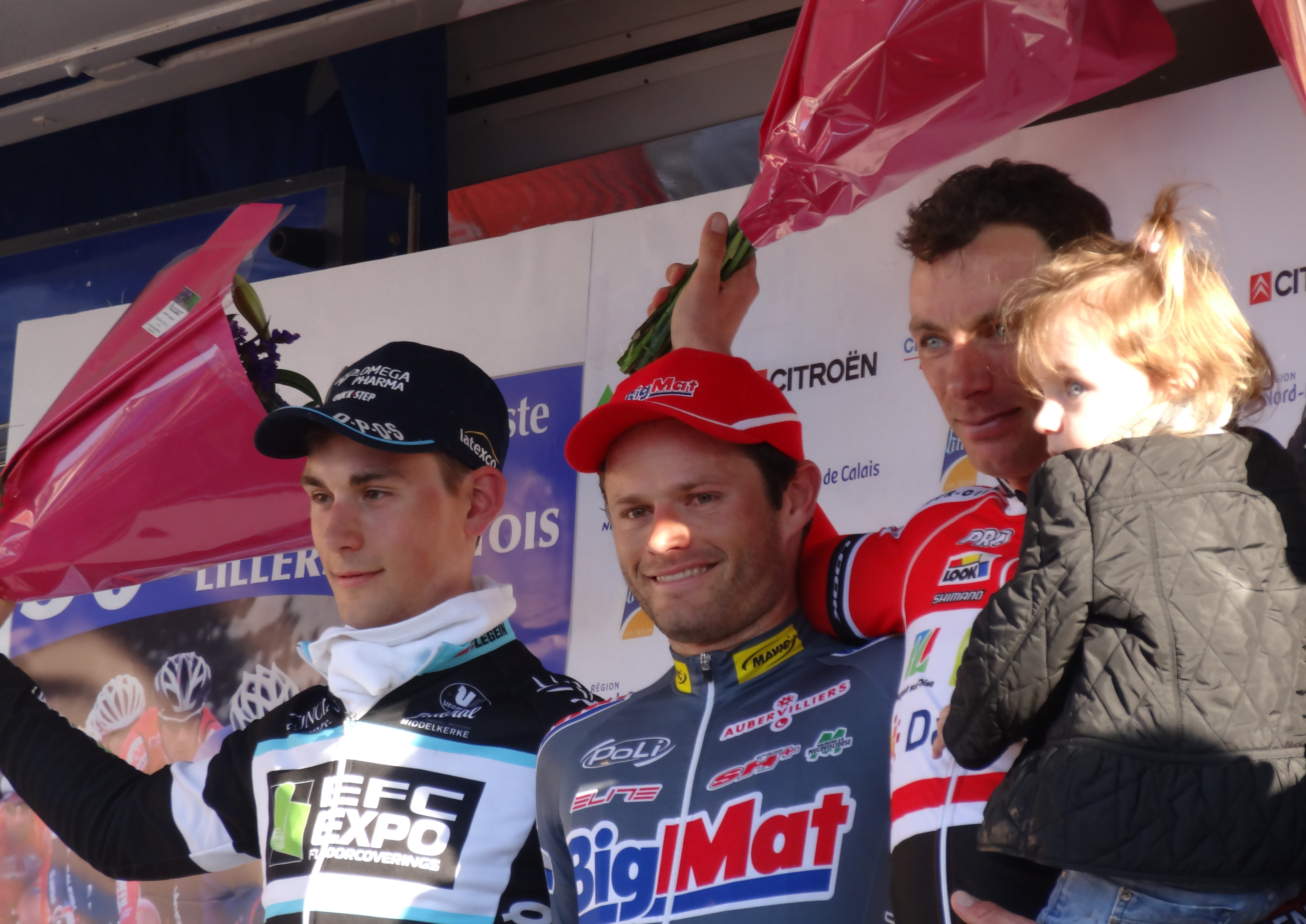
Martijn Degreve (2e), Steven Tronet (1er), et Benoît Daeninck (3e), vainqueurs de l'édition 2014 du Grand Prix de Lillers-Souvenir Bruno Comini.

  - Champion de Flandre-Occidentale sur route juniors
  - Tour des Flandres juniors
  - Tour de Basse-Saxe juniors :
    - Classement général
    - 1re étape

  - 4e étape du Regio-Tour
  - 2e de la Flèche du Brabant flamand
  -  Médaillé d'argent au championnat du monde sur route juniors
  - 3e du Tour du Condroz
- 2014
  - 2e du Grand Prix de Lillers-Souvenir Bruno Comini[2]
- 2015
  - 2e de Halle-Buizigen
  - 2e du Mémorial Fred De Bruyne
  - 3e de la Wingene Koers
- 2016
  - Coupe Egide Schoeters

### Classements mondiaux
| Année           | 2014 |
| --------------- | ---- |
| UCI Europe Tour | 419e |